# 尼泊尔同性婚姻
尼泊爾自2023年11月末起承認同性婚姻，繼台灣後成亞洲第二，南亞首個承認同性婚姻的國家。目前尼泊爾根據暫行命令的婚姻登記，實際權利尚待正式立法。

## 历史
2008年11月17日，尼泊尔最高法院裁决法律充分保障LGBT人群和所有被法律定义为“自然人”的少数性别人群权利，这包括结婚的权利。“这是一个对性少数群体里程碑式的决定，我们对此表示欢迎。”尼泊尔首个公开的同性恋议员和南亚领先的同性恋权利活动家Sunil Babu Pant说。法院要求政府成立一个委员会来研究其他国家的同性伴侣关系的法律和规定，新的法律不歧视性少数群体，包括反串和跨性别。
2009年3月22日，印度亚洲新闻社采访Pant时他说：“尽管法院批准同性婚姻，但政府尚未制定法律，”同性婚姻法案尚待起草或表决，更不用说立法。2009年6月，Pant说：“这个过程才刚刚开始，尼泊尔正在经历转型期，一切似乎都在缓慢地前进。七人组成的委员会已成立并开始工作，研究其他国家同性婚姻法案。希望他们能尽快起草一份同性婚姻法的建议，并将其交给政府批准。”
一些消息来源报导说，同性婚姻和保护性少数群体将被纳入尼泊尔正在起草的新宪法。
尼泊尔目前的临时宪法规定了制宪议会负责编写尼泊尔永久宪法。根据临时宪法的规定，新宪法2011年11月30日对外公布，但这个期限后来延长六个月，到2012年5月31日。
2012年5月28日关于新宪法的谈判失败，总理解散制宪会议筹备新的选举。其结果是，同性婚姻的未来仍不确定。
2013年11月19日进行制宪议会选举。这次投票被一再推迟，早先已计划于2012年11月22日之后的制宪会议于2012年5月27日解散，由选举委员会推迟。2014年2月10日苏希尔·柯伊拉腊当选为总理，打破政治僵局并对宪法最终敲定。
2014年1月，研究同性婚姻的国际法律和准备报告此事的政府委员会成员表示，除由委员会主席起草的总结外报告的工作已基本完成。主席承诺将该报告在一个月之内提交给政府，但他说，内阁对此事不感兴趣。
2014年8月，美联社报道说，该委员会已决定建议同性婚姻合法化。该委员会于2015年9月将报告提交给政府。
2014年8月，该国的法律，司法，制宪议会和议会事务部长表示他的部下将提出法案合法化同性婚姻。如果国会通过该法案也将使尼泊尔成为亚洲第一个允许同性婚姻的国家。
2015年9月16月制宪议会批准新宪法，新法中包括涉及LGBT人群权利的若干规定，但并没有解决同性婚姻的问题。
2023年6月27日，最高法院命令政府承認同性婚姻，並自同年11月29日起施行，成為南亞首個承認同性婚姻的國家，也是繼台灣後，亞洲第二個同類型國家。